# Isolda Bourdot
Isolda Bourdot Fantucci (São Paulo, 9 de janeiro de 1951 – São Paulo, 17 de dezembro de 2018), foi uma compositora brasileira, mais conhecida por sua parceria com o cantor Roberto Carlos, para quem compôs várias canções.
Começou a carreira ainda bem jovem, em parceria com o irmão artista o cantor Milton Carlos (morto aos 21 anos, em 1976); além de várias músicas gravadas por Roberto Carlos, ela teve trabalhos com artistas como Alcione, Simone e Maria Bethânia.
Morreu na madrugada do dia 17 de dezembro de 2018, de um infarto, aos 67 anos de idade.

## Composições gravadas por Roberto Carlos
|     | Título                       | Composição                                          | Ano  |
| --- | ---------------------------- | --------------------------------------------------- | ---- |
| 1.  | Amigos, Amigos               | Isolda, Milton Carlos                               | 1973 |
| 2.  | Jogo de Damas                | Isolda, Milton                                      | 1974 |
| 3.  | Elas Por Elas                | Isolda, Milton                                      | 1975 |
| 4.  | Pelo Avesso                  | Isolda, Milton                                      | 1976 |
| 5.  | Um Jeito Estúpido de Te Amar | Isolda, Milton                                      | 1976 |
| 6.  | Outra Vez                    | Isolda                                              | 1977 |
| 7.  | Tente Esquecer               | Isolda                                              | 1978 |
| 8.  | Como é Possível              | Isolda, Sérgio Sá                                   | 1982 |
| 9.  | De Coração Pra Coração       | Isolda, Mauro Motta, Lincoln Olivetti, Robson Jorge | 1985 |
| 10. | Quando Vi Você Passar        | Isolda, Motta                                       | 1986 |